# Кінда (царство)
Кінда (араб. كندة) — арабська середньовічна держава в центрі Аравійського півострова. Тривалий час боролася спочатку з Сабейським царством, а потім — з Лахмідами.

## Історія
З V ст. до н. е. були частиною племінного союзу Кахлан в південній Аравії. Тривалий час займалася охороною торгівельних шляхів. Резиденцією кіндитів було селище Кар'ят. Кіндити внаслідок розпаду Кахланського союзу десь наприкінці I ст. сформували племінне утворення Кінда в ваді ед-Давасір, на межі з Ель-Ямамою. З початку до середини II ст. за часів Рабіа Зу'ал Саура і його сина Муавії велися запеклі війни з Сабейським царством. Надалі з Хім'яром укладається союз, спрямований проти Саби.
У середині III століття кіндський володар Малік бен Бадд брав участь поході Імру'л-Кайси бен Ауфа, правителя масхіджитів, на Маріб в Сабейському царстві. Але внаслідок поразки вимушений був визнати зверхність останнього. Після підкорення Сабейського царства Хім'яром правителі Кінди підкорилися тому, про що свідчить прибуття кіндського володаря Маліка ібн Муавії до хім'ярського царя Шаміра Юхаріша.
У 320-х роках ймовірно Перша Кіндська держава розпалася (цьому сприяло руйнування Марібської греблі, що завдало демографічні та економічні збитки), більшість на чолі із правителем перебралася до центральної Аравії, де очолило союз племен, в який крім них увійшли племена ва'іль, бакр і тагліб. 
У V ст. Йотаба була відвойована Візантією в жорстоких боях, і всі доходи з торгівлі пішли в імператорську скарбницю. Своєю чергою Кінда стала атакувати кордони імперії. На початку VI століття обидві держави уклали мир, що дало можливість здійснити похід проти Лахмідів. У 502 році було захоплено ворожу столицю аль-Хіру. Втім незабаром, отримавши допомогу від перського шаха, Лахміди вигнали Кіндитів.
Першим маліком (царем) Кінди став Худжр, який зумів перетворити Кінду на більш міцне державне утворення та важливий центр посередницької торгівлі. При цьому зберігав політичні, торгівельні та культурні зв'язки з Хім'яр, визнаючи номінально його зверхність. 
Його онук аль-Харіс ібн Амр уклав союз з Візантією, спрямований проти держави Лахмідів. Натомість був визнаний філархом (володарем) арабських племен, передав порт Йотабу. Аль-Харіс скористався смертю 513 року лахмідського маліка Імру-ль-Кайса III, виступивши проти молодого маліка Аль-Мунзіра III, якого швидко переміг і захопив ворожу столицю Хіру. За цим визнає зверність сасанідського шахиншаха Кавада I, погодившись перейти до зороастризму маздакіцького спрямування. Кавад I розраховував зробити аль-Харіса своїм союзником або васалом і тим самим розширити свій вплив на підлеглі аль-Харіса арабські племена. При цьому шаханшах дозволив кіндітам переселитися за Євфрат в область, що примикає до самого Ктесифона, а це свідчить про союзницькі відносини між Кавадом і аль-Харісом. Але невдовзі шахиншах відновив аль-Мунзіра III на лахмідскому престолі і змусив аль-Харіса укласти з останнім угоду, відповідно до якої вони поділили між собою владу над арабами, при цьому аль-Харіс залишив за собою землі за Євфратом.
У 525 році після смерті аль-Харіса держава фактично розпалася на 4 частини: Асад, Тагліб, Кайс і Кінана. Разом з тим Аксум завдав тяжкої поразки Хім'яру. Все це разом політично та економічно послабило Кінду. Водночас почалася боротьба за владу між синами аль-Харіса — Саламою і Шурахбілем, в якій останній зазнав поразки. 
У 528 році почалася нова війна з Лахмідами. Але тепер Кінда оборонялася. Того ж року кіндитські війська зазнали нищівної поразки. У 529 році візантійці перестали допомагати у війні з Лахмідами. Спроби «царя» Імру аль-Кайса об'єднати Кінду та протидіяти ворогові виявилися зрештою невдалими — у період між 540 і 547 роками царство кіндитів було остаточно знищено Лахмідами. Кіндити на чолі із Амром ібн Абі-Карібом повернулися до Хадрамауту, де залишалася частина їхніх одноплемінників на чолі із Мадікарібом ібн Муавією. З останнім воював спочатку Амр ібн Абі-Каріб, а потім Амр ібн Язид (онук Шурахбіля), але зрештою перемогу здобув Мадікаріб. Тут підкорилися знову державі Хім'яр. Останній значний кіндідтський правитель Абр аль-Джабр наприкінці 550-х років намагався за допомогою сасанідського війська захопити Ємен, але невдало.

## Територія

Кінда

Охоплювало землі від півдня до центра (Неджд та частина Хіджазу) Аравійського півострова, кордони сягали узбережжя до Перської затоки, Червоного моря, частина Синайського півострова, Акабської затоки, частина Палестини та Месопотамії.

## Устрій
Являло військову демократію, яка об'єднувала значні групи осілих, напівкочових і кочових арабів, проте внутрішні зв'язки в ній були не міцними. Суспільство в царстві Кінда знаходилося на межі переходу від докласових до класових відносин. Опорні пункти кіндітів перебували в постійних поселеннях, що слугували центрами торгівлі.